# Сальгадо, Мичел
Миге́ль А́нхель (Ми́чел) Сальга́до Ферна́ндес (исп. Miguel Ángel Salgado Fernández; род. 22 октября 1975, Ас-Невес, Галисия) — испанский футболист, защитник. Наиболее известен как игрок испанского клуба «Реал Мадрид».

## Биография

### Клубная карьера

#### «Сельта»
Сальгадо попал в юношескую школу «Сельты» и в сезоне 1994/95 дебютировал за основную команду. В сезоне 1996/97 был арендован «Саламанке», а вернувшись в Виго через год, сразу закрепился в основе.

#### «Реал Мадрид»
После двух сезонов в «Сельте» Мичелом Сальгадо заинтересовались ведущие клубы Испании, и в результате защитник перешёл в «Реал». В первом же сезоне за «королевский клуб» выиграл Кубок европейских чемпионов — в финале этого турнира была повержена «Валенсия». В следующем году стал чемпионом Испании, а в сезоне 2001/02 Мичел Сальгадо вновь первенствовал в Лиге чемпионов — в решающем матче в Глазго «Реал» обыграл леверкузенский «Байер». В следующей кампании пропустил всего три матча «Реала» в выигранном чемпионате Испании. Отлично выглядел во всех 15 встречах в Лиге чемпионов, где его клуб лишь в полуфинале уступил «Ювентусу».
В сезоне 2003/04 Сальгадо пропустил три игры в «примере», но не смог помочь команде отстоять чемпионский титул, а также победить в финале Кубка Испании. Тем не менее защитник забил свой первый гол за три года, в марте поразив ворота «Севильи».

#### «Блэкберн Роверс»
19 августа 2009 года на правах свободного агента перешёл в английский «Блэкберн». Контракт был рассчитан на три года. В 2012 по истечении контракта игрок завершил карьеру.

### Карьера в сборной
Дебютировал в сборной в 1998 году в отборочном матче Евро 2000 против киприотов, которым испанцы уступили со счётом 2:3, и с тех пор регулярно привлекался в национальную команду. Сыграл четыре встречи в финальной стадии чемпионата Европы, но не поехал на чемпионат мира 2002 — форма Мичела Сальгадо не устроила Хосе Антонио Камачо. При Иньяки Саэсе вновь стал основным футболистом сборной Испании, и лишь повреждение подколенного сухожилия не позволило Сальгадо защищать честь своей страны на Евро 2004.

## Статистика выступлений

### Клубная
| Клуб            | Страна       | Сезон     | Выступления в лиге | Выступления в Кубке | Выступления в Европейских турнирах | Голы | Награды                                                        |
| --------------- | ------------ | --------- | ------------------ | ------------------- | ---------------------------------- | ---- | -------------------------------------------------------------- |
| Сельта B        | Флаг Испании | 1993—1994 | 20                 | 0                   | 0                                  | 1    |                                                                |
| Сельта B        | Флаг Испании | 1994—1995 | 0                  | 0                   | 0                                  | 0    |                                                                |
| Сельта          | Флаг Испании | 1994—1995 | 14                 | 1                   | 0                                  | 0    |                                                                |
| Сельта          | Флаг Испании | 1995—1996 | 18                 | 4                   | 0                                  | 0    |                                                                |
| Саламанка       | Флаг Испании | 1996—1997 | 36                 | 2                   | 0                                  | 1    |                                                                |
| Сельта          | Флаг Испании | 1997—1998 | 25                 | 5                   | 0                                  | 0    |                                                                |
| Сельта          | Флаг Испании | 1998—1999 | 35                 | 2                   | 7                                  | 3    |                                                                |
| Реал Мадрид     | Флаг Испании | 1999—2000 | 29                 | 4                   | 15                                 | 0    | Лига чемпионов УЕФА                                            |
| Реал Мадрид     | Флаг Испании | 2000—2001 | 27                 | 0                   | 11                                 | 1    | Чемпион Испании, Суперкубок Испании                            |
| Реал Мадрид     | Флаг Испании | 2001—2002 | 35                 | 5                   | 14                                 | 0    | Лига чемпионов УЕФА, Межконтинентальный кубок, Суперкубок УЕФА |
| Реал Мадрид     | Флаг Испании | 2002—2003 | 35                 | 0                   | 15                                 | 1    | Чемпион Испании, Суперкубок Испании                            |
| Реал Мадрид     | Флаг Испании | 2003—2004 | 35                 | 7                   | 10                                 | 1    |                                                                |
| Реал Мадрид     | Флаг Испании | 2004—2005 | 30                 | 1                   | 9                                  | 2    |                                                                |
| Реал Мадрид     | Флаг Испании | 2005—2006 | 27                 | 3                   | 4                                  | 0    |                                                                |
| Реал Мадрид     | Флаг Испании | 2006—2007 | 16                 | 0                   | 1                                  | 0    | Чемпион Испании                                                |
| Реал Мадрид     | Флаг Испании | 2007—2008 | 8                  | 4                   | 2                                  | 0    | Чемпион Испании                                                |
| Реал Мадрид     | Флаг Испании | 2008—2009 | 9                  | 2                   | 1                                  | 0    |                                                                |
| Блэкберн Роверс | Англия       | 2009—2010 | 21                 | 4                   | 0                                  | 1    |                                                                |
| Блэкберн Роверс | Флаг Англии  | 2010—2011 | 36                 | 1                   | 0                                  | 0    |                                                                |
| Блэкберн Роверс | Флаг Англии  | 2011—2012 | 9                  | 0                   | 0                                  | 0    |                                                                |